# Ghiacciaio Mason
Il ghiacciaio Mason è un ghiacciaio lungo circa 8 km situato nella regione sud-occidentale della Dipendenza di Ross, nell'Antartide orientale. Il ghiacciaio, il cui punto più alto si trova a circa 800 m s.l.m., si trova sulla costa di Hillary e ha origine dal versante orientale della dorsale Worcester, da cui fluisce verso est, scorrendo lungo il versante meridionale della scogliera Bareface fino a unire il proprio flusso a quello del ghiacciaio Skelton.

## Storia
Il ghiacciaio Mason è stato mappato da membri dello United States Geological Survey (USGS) grazie a fotografie aeree scattate dalla marina militare statunitense (USN) nel periodo 1959-63, e nel 1964 è stato così battezzato dal Comitato consultivo dei nomi antartici in onore di Richard G. Hogan-Mason, un biologo residente alla stazione McMurdo nelle stagioni 1961-62 e 1962-63.